# Lev Leščenko
Lev Valerjanovič Leščenko (Лев Валерьянович Лещенко, * 1. února 1942 Moskva) je ruský zpěvák, barytonista, významný představitel žánru estrádní písně.
Pochází z rodiny vojáka ukrajinského původu. Pracoval jako kulisák ve Velkém divadle, během vojenské služby v NDR začal zpívat s armádním souborem a roku 1964 byl přijat na GITIS. Působil v Moskevské operetě a od roku 1970 dostal angažmá jako sólista sovětského rozhlasu. Vystupoval se skupinou Spektr, vyučoval na Akademii Gněsinových, účinkoval v mnoha filmech a televizních pořadech.
Jeho největším hitem je skladba Davida Tuchmanova a Vladimira Charitonova «День Побе́ды» (Den vítězství). Zpíval také píseň «До свиданья, Москва» při slavnostním zakončení Letních olympijských her 1980 v Moskvě.
S písní «Я не был с ним знаком» vyhrál v roce 1972 Festival v Sopotech. V roce 1983 obdržel titul národního umělce, je také nositelem Řádu Za zásluhy o vlast. Je jedním ze signatářů dopisu, v němž ruští umělci roku 2014 podpořili anexi Krymu.